# Cornelia Oschkenat
Cornelia Oschkenat (Neubrandenburg, 1961. október 29. –) német atléta.

## Pályafutása
1986-ban a bolgár Jordanka Donkova mögött ezüstérmet szerzett a száz méteres gátfutás versenyében az Európa-bajnokságon.
1987-ben Donkova előtt megnyerte a 60 méteres gátfutás számát a fedett pályás világbajnokságon. Még ebben az évben két érmet szerzett a szabadtéri világbajnokságon. Silke Möller, Kerstin Behrendt és Marlies Göhr társaként tagja volt az amerikai csapat mögött második helyezett négyszer százas kelet-német váltónak, továbbá bronzérmesként zárt a százméteres gátfutás döntőjében.
Az 1984-es Los Angeles-i olimpiai játékokat több szocialista ország bojkottálta, Cornelia így pályafutása alatt mindössze egy Olimpián vett részt. 1988-ban, Szöulban döntőig jutott a százméteres gátfutás versenyszámában, ahol azonban utolsó, nyolcadik lett.
Az 1990-es spliti Európa-bajnokság volt karrierje utolsó nemzetközi tornája.

## Egyéni legjobbjai
- 100 méteres gátfutás - 12,45 s (1987)

## Magánélete
Unokahúga, Betty Heidler világbajnok kalapácsvető.